# Reina Cristina (croiseur)
La Reina Cristina est un croiseur non protégé de classe Reina Cristina de la marine espagnole. Il participe à la bataille de la baie de Manille.

## Histoire

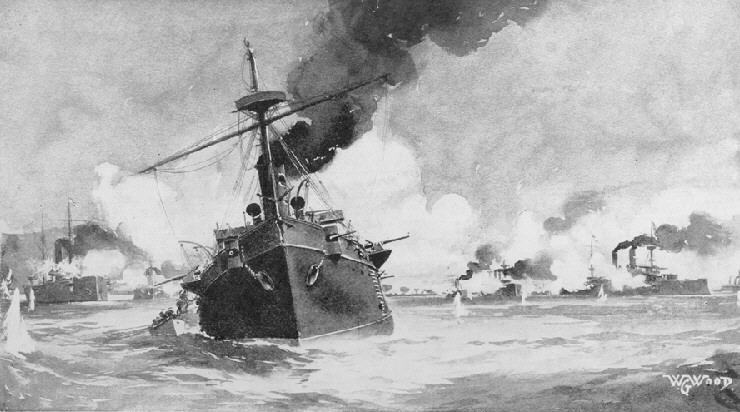
Au premier plan, le Reina Cristina, sur la gauche le Isla de Cuba et Isla de Luzón, contre l'escadre de l'amiral Dewey, sur la droite.